# Echter Schwarzkümmel
Der Echte Schwarzkümmel (Nigella sativa), auch Römischer Koriander oder einfach nur Schwarzkümmel genannt, gehört zur Familie der Hahnenfußgewächse (Ranunculaceae). Er ist weder mit Echtem Kümmel noch mit Kreuzkümmel verwandt.

## Beschreibung

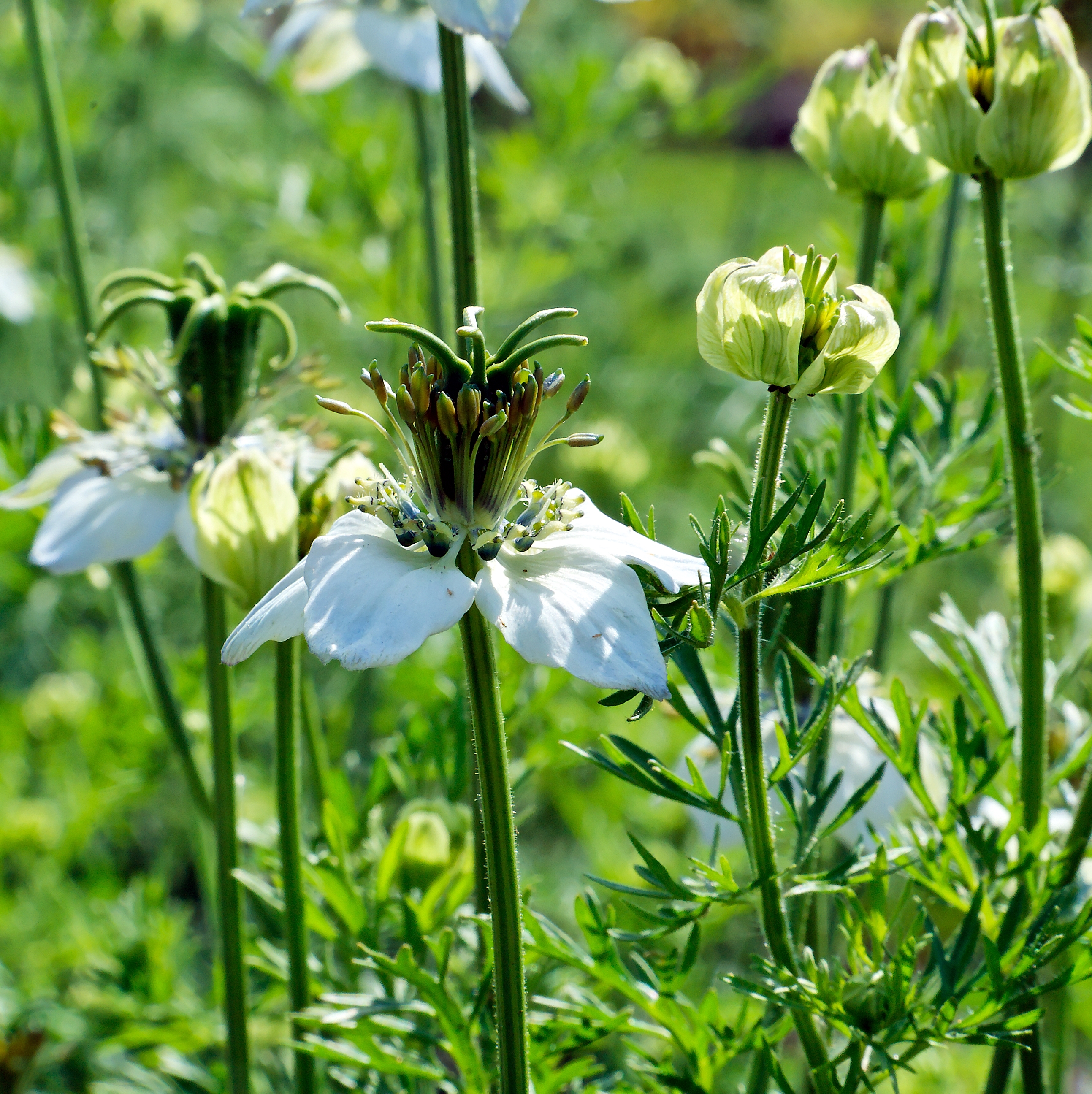
Blüten des Echten Schwarzkümmels

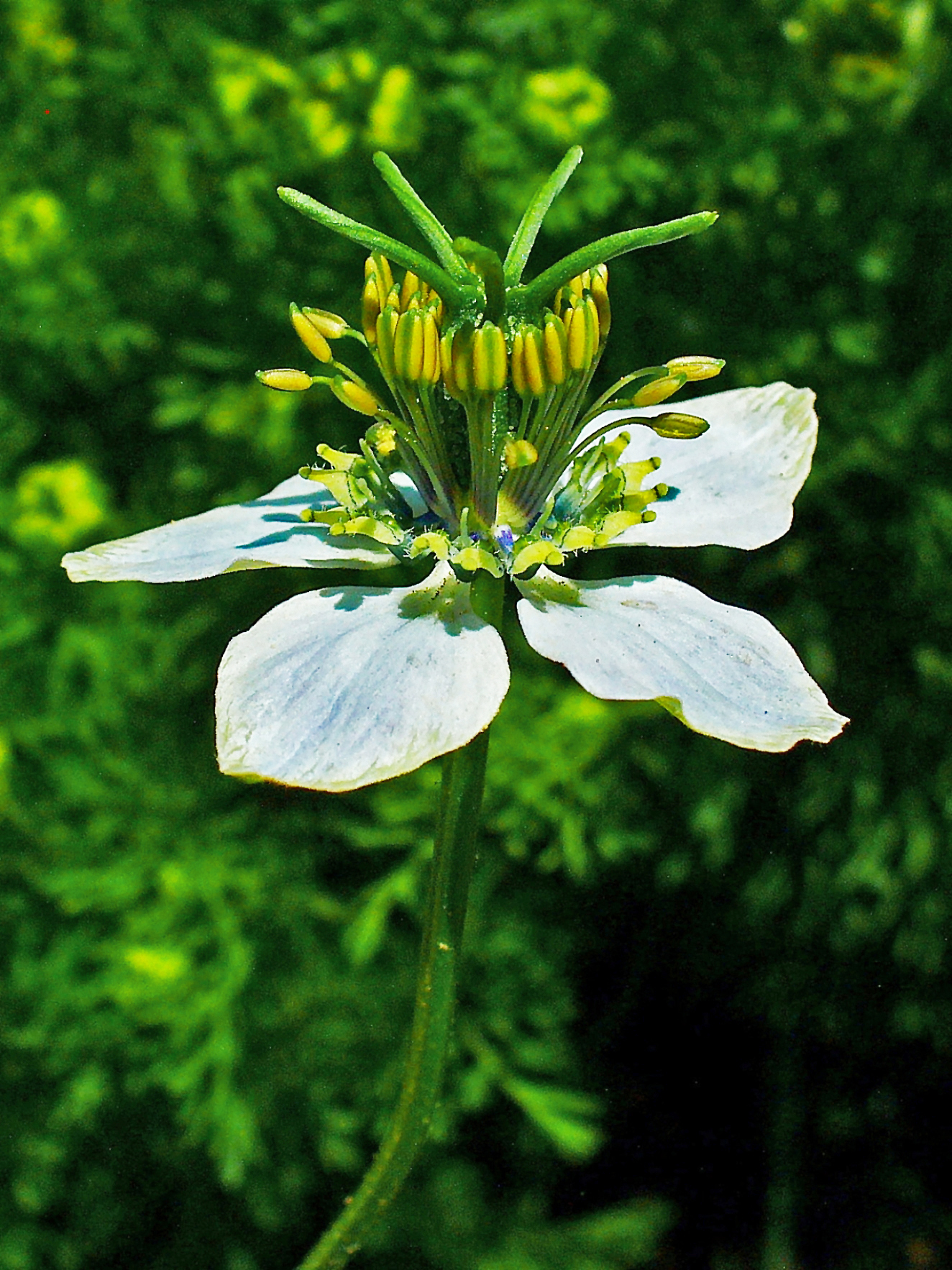
Blüte von der Seite

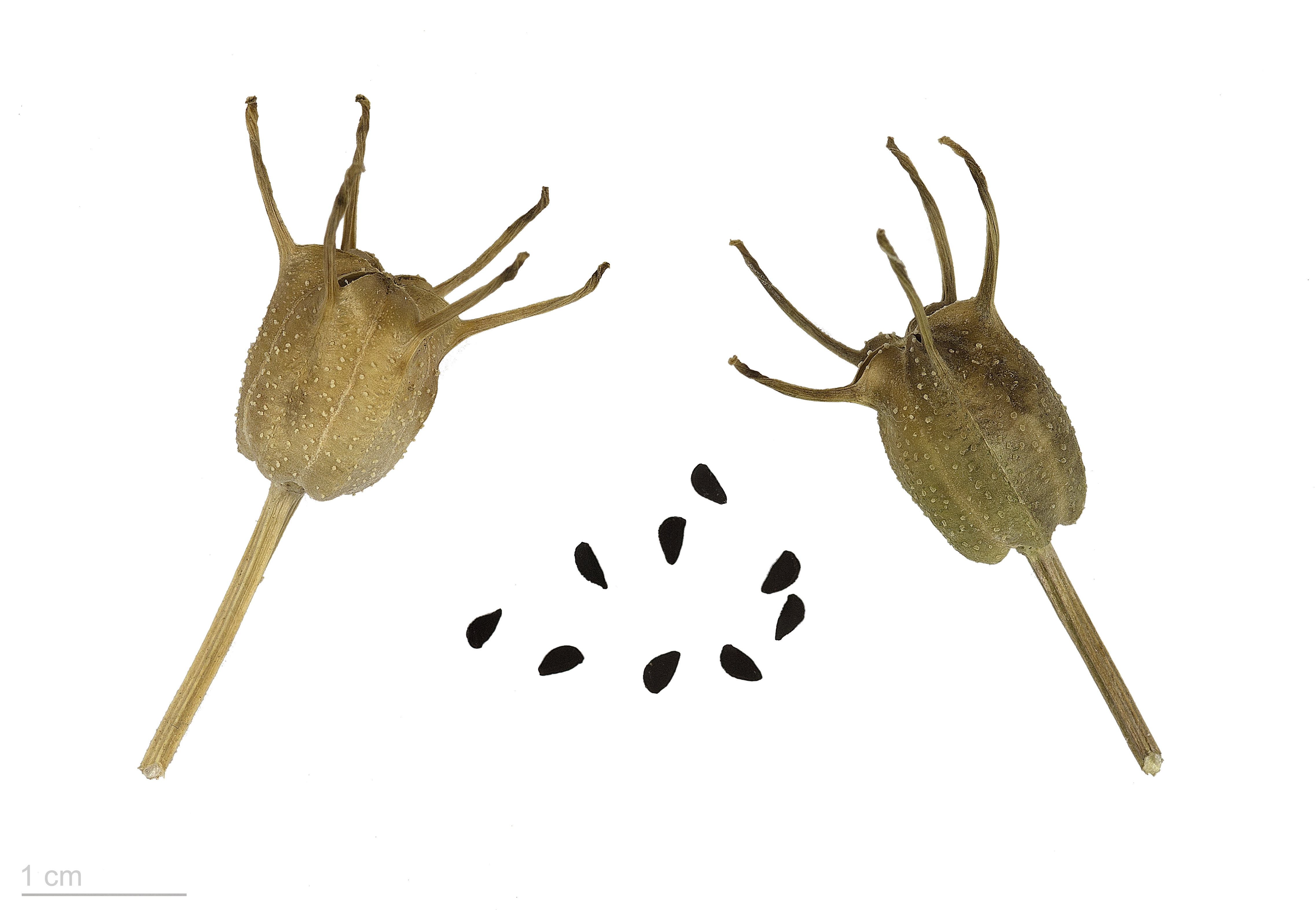
Nigella sativa, Früchte und Samen

Der Echte Schwarzkümmel wächst als schlanke bis gedrungene einjährige krautige Pflanze und erreicht Wuchshöhen von 15 bis 50 cm. Die oberirdischen Pflanzenteile sind locker behaart, manchmal mit drüsigen Trichomen. Der aufrechte und einfache oder verzweigte Stängel ist im oberen Bereich gestreift. Die gefiederten Laubblätter besitzen 0,8 bis 2 mm breite Blattabschnitte mit spitzen oberen Enden.
Die einzeln stehende Blüte ist nicht von Hüllblättern umgeben. Die zwittrigen und protandrischen Blüten sind radiärsymmetrisch. Die fünf freien, überlappenden, kronblattartigen, weißlichen bis hellblauen, in Nagel und Platte gegliederten Blütenhüllblätter fallen früh ab, die Platte ist eiförmig mit mehr oder weniger stumpfen Enden. Die bis zu zehn Honigblätter sind in einen kurzen Nagel und eine zweilappige Platte gegliedert, der dorsale, weißliche und größere Lappen ist tief geteilt, die zwei Teile haben mittig zwei feine violettliche Querlinien, sie besitzen jeweils ein kurzes, dickes, hellgrünes kopfiges Anhängsel. Der ventrale, schmälere Lappen ist an der Basis violettlich und zur Spitze weißlich und zugespitzt. Zwischen dem dorsalen und ventralen Lappen sitzt die violette, hufeisenförmige Nektardrüse.
Es sind viele, lange Staubblätter vorhanden. Der Fruchtknoten ist oberständig, mit zentralwinkelständiger Plazentation, pro Balgfach ist ein Griffel mit kleiner, kopfiger Narbe vorhanden.
Die mehrfächrigen (5–12 Fächer), bei Reife bräunlichen Balgfrüchte sind bis 16 mm lang und bis 12 mm breit, sie sind auf ihrer ganzen Länge geschlossen, aufgeblasen und warzig. Die Bälge tragen die langen und halb aufgerichteten, beständigen Griffel, sie enthalten zahlreiche Samen. Die dreikantigen, kleingrubigen und feinnoppigen, schwärzlichen Samen sind etwa 3–3,5 mm × 1,3–2 mm groß und enthalten ca. 20–40 % Fett. Die Tausendkornmasse beträgt etwa 2,5 Gramm.
Die Chromosomenzahl beträgt meist 2n = 12, seltener 24, 36, 48, 60 oder 96.

## Verbreitung
Die ursprüngliche Heimat des Echten Schwarzkümmels ist in Westasien, im Irak und der Türkei. Er gedeiht auch in Südeuropa, Indien, Pakistan und Nordafrika.

## Taxonomie

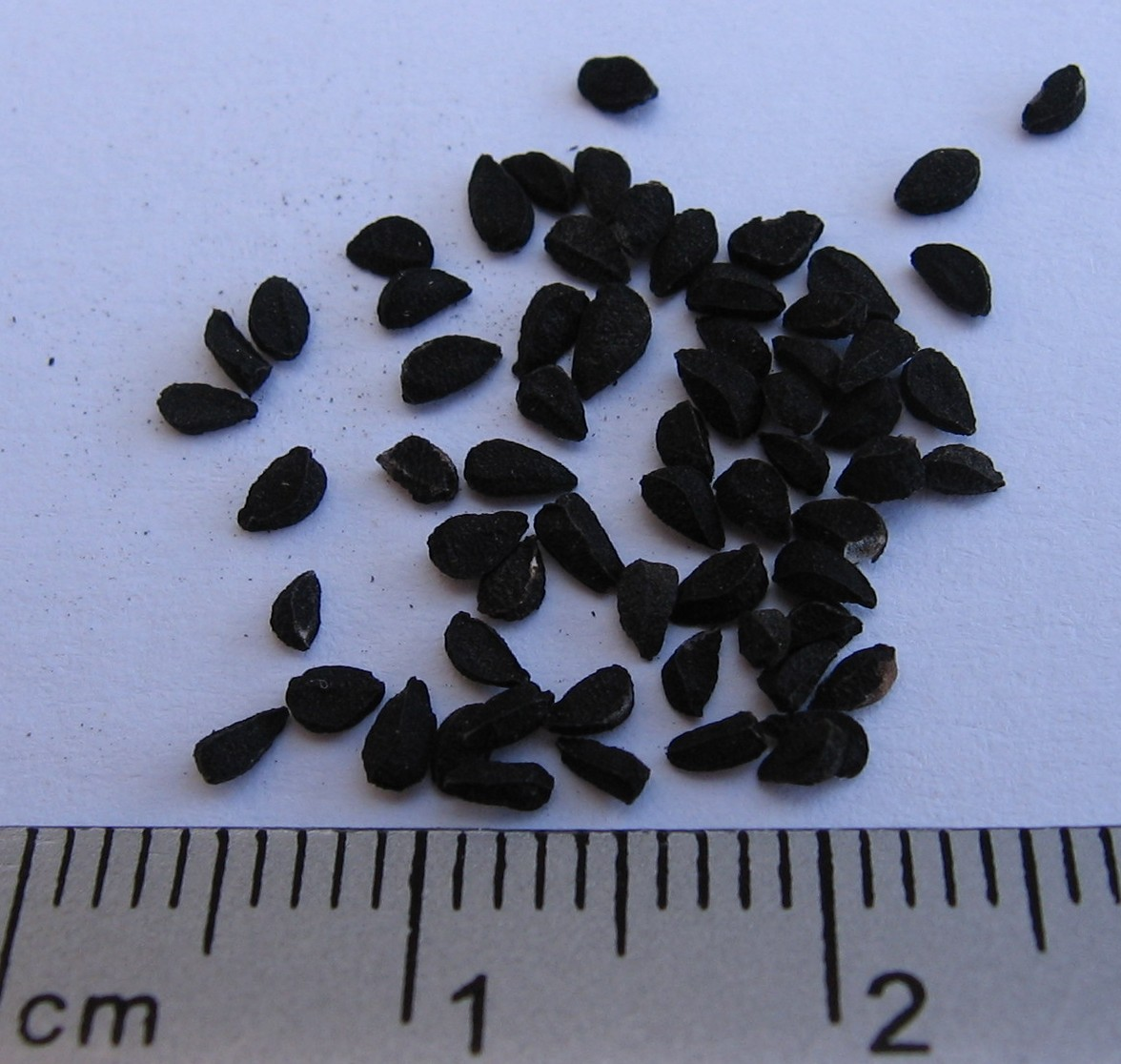
Samen des Echten Schwarzkümmels

Die Erstveröffentlichung des Namens Nigella sativa erfolgte 1753 in Carl von Linnés Species Plantarum, 1, S. 534. Der Name kommt von lateinisch niger (‚schwarz‘), nigellus (‚schwärzlich‘), wegen der Farbe der Samen.

## Volksnamen
Der Echte Schwarzkümmel (Nigella sativa, im Mittelalter unter anderem lateinisch Nigella genannt) wurde wegen seiner radförmigen Blüten mit dem Volksnamen „Katharinenblume“ belegt. Diese Blüte erinnert an das Marterrad der Heiligen Katharina. Weitere Volksnamen sind Kookäem, Kookämer, Schwarzkümmel, schwarzer Kreuzkümmel. Oder auch (schwarzer) Zwiebelsame(n) sowie Brenn-, Brotwurz- und Schabasamen.

## Nutzung

### Alter Orient
Seit mindestens 3500 Jahren wird Schwarzkümmel im Orient als pfefferartiges Gewürz und Medizin verwendet. Zibu(m) (ú.tin.tir.gi6.sar) ist seit der altbabylonischen Zeit belegt. Aus Mesopotamien wurde der Schwarzkümmel nach Ägypten eingeführt, wo er während der 18. Dynastie zum ersten Mal nachgewiesen ist, zuerst in Gräbern. Spätestens seit römischer Zeit war er auch als Gewürz verbreitet und wurde zum Beispiel in der Oase Dachla gefunden. Auch aus Mons Claudianus ist er bekannt.
Nach Botnick et al. handelt es sich bei dem in Jesaja 28, Vers 25–27 erwähnten Gewürz Ketzah um echten Schwarzkümmel (die Elberfelder Bibel hat, wie Luther, Kümmel.).

### Antike
Madaus ist sich unsicher, ob Hippokrates’ Melanthion („Schwarzblume“, lateinisch Melantium und Melanthium), das Dioskurides als Umschlag gegen Kopfweh, Leberflecke, Verhärtungen, Aussatz und Spulwürmer, innerlich als Emmenagogum, Diuretikum und zur Förderung der Milchsekretion empfahl, unsere Nigella ist. Die Indikation ist jedoch mit der Deutung vereinbar: Bei Galen vertreibt sie Würmer, bei Plinius Schlangen. Cato der Ältere empfiehlt sie gegen Schlangenbisse (De agri cultura 102).

### Europäisches Mittelalter und Neuzeit
Das Capitulare Karls des Großen nennt sie Nigella sativa, Kräuterbücher des 16. Jahrhunderts „Schwartzer Coriander“. Offizinell waren die Samen, Semina Nigellae / Melanthii / Cumini. Madaus nennt den Geruch beim Zerreiben gewürzig, petersilienähnlich, den Geschmack scharf, kratzend. Die Pflanze kommt bei Paracelsus vor. Bei Matthiolus wirkt „Schwarzer Coriander“ diuretisch, emmenagog, galaktagog, gegen Asthma, Flatulenz, das Öl gegen Milzverhärtung, äußerlich bei Star, Hautleiden, Hühneraugen, Zahnweh und Schnupfen.
In Spanien wurde der echte Schwarzkümmel wohl durch die Araber eingeführt.
Archäobotanisch wurde der Schwarzkümmel unter anderem in einer frühneuzeitlichen Latrine in Göttingen nachgewiesen.
Weinmann und von Haller loben die Samen bei Flatulenz, Febris quartana, als eröffnendes, „verdünnerndes“ Mittel, Diuretikum, Galaktogogum und Niespulver. Die Pflanze erscheint in indischen Rezepten gegen Durchfall, Verdauungsstörung, Magenkrämpfe, Geschlechtskrankheiten, Fluor albus und Sehtrübung durch Schleimhautentzündung. Für Madaus ist Nigella sativa ein Karminativum, Galaktagogum und Diuretikum, ferner bei Enteritis, Achylia gastrica, Hepatitis, Ikterus, Lungenaffektionen und Würmern. „Finsterwalder“ gebe sie im Teegemisch bei Blutfleckenkrankheit, „Janz“ im Milchdekokt (Abkochung) nach Reponierung eingeklemmter Brüche, dänische Volksmedizin auch äußerlich gegen Knoten, Flechten und zur Wundkühlung. Alle Literaturstellen und auch das Homöopathische Arzneibuch verwenden die Samen der Pflanze.

### Islam
„Schwarzkümmel heilt jede Krankheit, außer den Tod.“

 Diese angebliche Aussage des islamischen Religionsstifters Mohammed (570–632 n. Chr.), überliefert in der Hadithensammlung al-Dschāmiʿ as-sahīh von al-Buchārī, verhalf dem Schwarzkümmel in der islamischen Welt zu Popularität.

## Moderne Nutzung

### Schwarzkümmelöl
PubMed verzeichnete (Stand: Juli 2020) 1094 Artikel und Studien zu einer medizinischen Wirkung der Pflanze und ihrer Bestandteile, davon sind lediglich 4,1 % randomisierte kontrollierte Versuche. Alle diese Studien belegten keinen medizinisch-therapeutischen Effekt und haben in der Regel einzelne Bestandteile in wesentlich höheren Konzentrationen eingesetzt, als sie durch die Aufnahme von Schwarzkümmel oder dessen Öl erreicht werden können. Die Wirkung des aus einer Fülle von Substanzen bestehenden natürlichen Schwarzkümmels ist zudem eine andere als die der einzelnen reinen Wirkstoffe. Die für das Öl beobachteten antibakteriellen Effekte werden dem enthaltenen Thymochinon (Thymoquinon) zugeschrieben. Einige Studien stützen diese Aussagen, so die an der Universitätsklinik Freiburg von Sigrun Chrubasik-Hausmann durchgeführte.
In der Naturheilkunde wird reines Schwarzkümmelöl bei Allergien, Neurodermitis, Psoriasis (Schuppenflechte), zur Regulierung des Immunsystems, gegen Asthma, in Begleitung von Chemotherapien zur Milderung der Nebenwirkungen, bei Verdauungsproblemen und Bluthochdruck verwendet, in der Tiermedizin unter anderem auch, um Zecken abzuschrecken.
In der indischen Heilkunde ist es bevorzugtes Mittel zur Linderung von Schwangerschaftsbeschwerden.
2010 versuchte der Konzern Nestlé, ein Patent auf die Verwendung von Nigella sativa als natürliches Behandlungsmittel gegen Lebensmittelallergien anzumelden.

### Mögliche Nebenwirkungen
Wegen der starken Konzentration des Öls können kleinere Magenbeschwerden auftreten, bei Überdosierung kann es zur Reizung der Magenschleimhäute kommen.

### Kulinarische Nutzung
Geschmacklich erinnert Schwarzkümmel leicht an Sesam mit einer leichten Kreuzkümmelnote.
Auch heute streut man die schwarzen Samen, die im asiatischen Raum als black onion seed („schwarzer Zwiebelsame“) bezeichnet werden, ähnlich wie Sesam auf Fladenbrot. Im deutschen Handel ist er oft unter der Panjabi-Bezeichnung Kalonji erhältlich. Schwarzkümmelsamen sind ein Bestandteil der bengalischen Gewürzmischung Panch Phoron.

## Analytik
Zur qualitativen und quantitativen Bestimmung der Inhaltsstoffe des Kümmelsamens kommt nach angemessener Probenvorbereitung  die Kopplung der Gaschromatographie oder HPLC mit der
Massenspektrometrie zur Anwendung.